# Regiuni economice ale Rusiei
Rusia este împărțită în douăsprezece regiuni economice (în limba rusă: экономи́ческие райо́ны)—care pot fi definite ca grupuri de unități administrative care au în comun următoarele caracteristici:
- Obiective economice și sociale comune și participare la aceleași programe de dezvoltare;
- Potențial și condiții economice foarte asemănătoare;
- Condiții climaterice, ecologice și geologice asemănătoare;
- Metode similare de inspecție tehnică a noilor construcții;
- Metode similare de urmărire a taxelor vamale;
- Condiții de viață ale populației foarte asemănătoare.

Subiecte federale nu pot face parte decât dintr-o singură regiune economică.
Regiunile economice sunt la rândul lor grupate în macrozone economice. O regiune economică sau i parte a sa poate face din mai mult decât o macrozonă economică.
Înființarea sau abolirea unei regiuni economice sau a unei macrozone, sau orice altă schimbare a compoziției lor sunt decise de guvernul federal al Rusiei.
Împărțirea în regiuni economice este diferită de împărțirea în districte federale – prima este necesară doar pentru scopuri economice și statistice, în timp ce ultima este o împărțire pur administrativă.
1. Centrală
2. Cernoziom Centrală
3. Siberiană de Est
4. Orientul Îndepărtat
5. Nordică
6. Caucazul de Nord
7. Nord-Vestică
8. Volga
9. Urali
10. Volga-Viatka
11. Siberiană de Vest
12. Kaliningrad

## Lista regiunilor economice și compoziția lor
Mai jos este lista și compoziția  regiunilor economice, aranjate după populație.
- Centrală (în limba rusă: Центральный – Țentralnîi)

1. Regiunea Briansk
2. Regiunea Ivanovo
3. Regiunea Kaluga
4. Regiunea Kostroma
5. Oraș federal Moscova
6. Regiunea Moscova
7. Regiunea Oriol
8. Regiunea Riazan
9. Regiunea Smolensk
10. Regiunea Tula
11. Regiunea Tver
12. Regiunea Vladimir
13. Regiunea Iaroslavl

- Urali (în limba rusă: Уральский – Uralski)

1. Republica Bașkortostan
2. Regiunea Celiabinsk
3. Regiunea Kurgan
4. Regiunea Orenburg
5. Ținutul Perm
6. Regiunea Sverdlovsk
7. Republica Udmurtă

- Caucazul de Nord (în limba rusă: Северо-Кавказский – Severo-Kavkazski)

1. Republica Adîghea
2. Republica Cecenia
3. Republica Daghestan
4. Republica Ingușetia
5. Republica Kabardino-Balkară
6. Republica Karaciai-Cerkessia
7. Ținutul Krasnodar
8. Republica Osetia de Nord-Alania
9. Regiunea Rostov
10. Ținutul Stavropol

- Volga (în limba rusă: Поволжский – Povoljski), numele tradițional al regiunii poate fi tradus mai corect prin "zona de lângă Volga"

1. Regiunea Astrahan
2. Republica Kalmîkia
3. Regiunea Penza
4. Regiunea Samara
5. Regiunea Saratov
6. Republica Tatarstan
7. Regiunea Ulianovsk
8. Regiunea Volgograd

- Siberiana de Vest (în limba rusă: Западно-Сибирский – Zapadno-Sibirski)

1. Ținutul Altai
2. Republica Altai
3. Regiunea Kemerovo
4. Districtul Autonom Hantî-Mansi
5. Regiunea Novosibirsk
6. Regiunea Omsk
7. Regiunea Tomsk
8. Regiunea Tiumen
9. Districtul Autonom Iamalo-Neneț

- Siberiană de Est (în limba rusă: Восточно-Сибирский – Vostocino-Sibirski)

1. Districtul Autonom Aghin-Buriat
2. Republica Buriată
3. Regiunea Cita
4. Regiunea Irkutsk
5. Republica Hakasia
6. Ținutul Krasnoiarsk
7. Republica Tîva
8. Districtul Autonom Ust-Ordînsk-Bureat

- Volga-Viatka (în limba rusă: Волго-Вятский – Volgo-Viatski)

1. Republica Ciuvasă
2. Regiunea Kirov
3. Republica Mari El
4. Republic Mordovia
5. Regiunea Nijni Novgorod

- Nord-Vestică (în limba rusă: Северо-Западный – Severo-Zapadny)

1. Regiunea Leningrad
2. Regiunea Novgorod
3. Regiunea Pskov
4. Orașul federal Sankt Petersburg

- Cernoziom Centrală (în limba rusă: Центрально-Чернозёмный - Țentralno-Cernoziomnîi)

1. Regiunea Belgorod
2. Regiunea Kursk
3. Regiunea Lipețk
4. Regiunea Tambov
5. Regiunea Voronej

- Orientul Îndepărtat (în limba rusă: Дальневосточный - Dalnevostocinîi)

1. Regiunea Amur
2. Districtul Autonom Ciukotka
3. Regiunea Autonomă Evreiască
4. Regiunea Kamceatka
5. Ținutul Habarovsk
6. Districtul Autonom Koriak
7. Regiunea Magadan
8. Ținutul Primorski
9. Republica Saha
10. Regiunea Sahalin

- Regiunea economică Nordică (în limba rusă: Северный – Severnîi)

1. Regiunea Arhanghelsk
2. Republica Karelia
3. Republica Komi
4. Regiunea Murmansk
5. Districtul Autonom Neneț
6. Regiunea Vologda

- Kaliningrad (în limba rusă: Калининградский - Kaliningradski)

1. Regiunea Kaliningrad